# Staahaadler Aff
Staahaadler Aff is de naam waaronder het hotel Steinheidel (gemeente Breitenbrunn) in het Erzgebirgisch, een Hoogduits dialect dat deel uitmaakt van het Thürings en in het Ertsgebergte wordt gesproken, bekendstaat. Deze naam, die Aap van Steinheidel betekent, is terug te voeren op een antiek mandolineorchestrion in het hotel, waarin een apenpop de hoofdrol speelt in een muziekvoorstelling.
De muziekkast, die in de 19e eeuw door de firma "E. Dienst & Co." uit Leipzig is gebouwd, kan net als een draaiorgel verschillende muziekstukken spelen en wordt in gang gezet door een zwengel.